# フラッシュのテーマ
「フラッシュのテーマ」（Flash、Flash's Theme Aka Flash 旧邦題：「フラッシュ・ゴードンのテーマ」）は、イギリスのロックバンド、クイーンが1980年に発表した楽曲。

## 概要
作詞、作曲はブライアン・メイ。プロデュースはブライアンとラインホルト・マックである。マイク・ホッジス監督による映画『フラッシュ・ゴードン』の主題歌で、同映画のサウンドトラック盤『フラッシュ・ゴードン』に収録されているほか、後にシングルでも発売された。
本曲には2つのバージョンが存在し、アルバムに収録されたバージョンは映画で使用されたアレンジで、曲の冒頭に映画内で使用された台詞が入っている。シングルバージョンは、曲の随所に映画内の台詞が挿入されたバージョンに仕上がっている。中でもブライアン・ブレスド演じるホークマン（鷹人間）の王ヴァルタン公による台詞「Gordon's alive!」が有名である。また、演奏時間はシングルバージョンの方が、アルバムバージョンに比べて短くなっている。
一部を除きブライアンとフレディ・マーキュリーのデュエットで歌われ、ロジャー・テイラーが高音のコーラスを担当している。
アメリカで発売されたシングル盤は、「Flash's Theme Aka Flash」というタイトルになっていて、Billboard Hot 100で最高位42位、Cashbox Top 100で最高位39位を記録した。イギリスでは発売当初全英シングルチャートで初登場30位を記録し、クリスマス前に12位に浮上し、映画のヒットを機に1981年1月に2週連続で最高位10位を記録した。

## プロモーション・ビデオ
本曲のプロモーション・ビデオは、メンバーによる演奏場面と、映画『フラッシュ・ゴードン』の場面によって構成されている。撮影は1980年の11月にロンドンのアドビジョン・スタジオで行われた。この映像は映像作品の一つである『グレイテスト・ビデオ・ヒッツ1』等で視聴が可能である。

## パーソネル
- フレディ・マーキュリー - リード・ボーカル、バッキング・ボーカル
- ブライアン・メイ - リード・ボーカル、バッキング・ボーカル、エレクトリック・ギター、ピアノ、シンセサイザー
- ロジャー・テイラー - バッキング・ボーカル、ドラムス、ティンパニ
- ジョン・ディーコン - ベースギター

## 日本での使用
2007年から2008年にかけて、フジテレビのF1中継のテーマソングとして用いられた。使用されたのはアルバム『フラッシュ・ゴードン』に共に収録されている「ザ・ヒーロー」とミックスしたバージョンで、「フラッシュ 〜伝説のヒーロー〜（ハイオクミックス）」（Flash's Theme 2007 High Octane Mix）と銘打たれている。同番組のため、メイが新たにリミックスした。ただしF1中継のエンディングで用いられた、同様にリミックスした『Flash』の後半部分（歌詞にすると「Just a man」で始まる部分）は、CDやダウンロードコンテンツ等で配信された「フラッシュ 〜伝説のヒーロー〜（ハイオクミックス）」（Flash's Theme 2007 High Octane Mix）になぜか含まれていない。
アニメ『THE ビッグオー』の第1期主題歌「BIG-O!」は、当初永井ルイの作詞・作曲として発表されたが、あまりに本曲と類似していたため、後に「作詞・作曲：ブライアン・メイ、訳詞：永井ルイ」として、本曲にオリジナルの日本語詞を付けた扱いになっている。詳細はTHE ビッグオー#主題歌を参照。
『ニュースステーション』の「プロ野球キャンプフラッシュ」の中ではブリッジ（場面転換の際のつなぎの曲）にこの曲の一節を使用したことがある。
テレビCMでは、2000年に三菱電機のNTTドコモ向け携帯電話「D209i」、2017年にトヨタ自動車のハイブリッドセダン「カムリ」、2019年にGoogleのスマートフォン「Pixel 3」等のCMでそれぞれ用いられている。
一時期、阪神タイガースの野口寿浩が打席に入る際のテーマとして使用したこともある。
プロレスラーの松永光弘のテーマ曲。
Bリーグの富山グラウジーズの選手紹介時の入場曲にもなっている。

## シングル収録曲
1. フラッシュのテーマ - Flash (May)
2. フットボール・ファイト - Football Fight (Mercury)